# Fengbin
Fengbin (豐濱鄉S, Fēngbīn ZhènP) è un comune di Taiwan, situato nella provincia di Taiwan e nella contea di Hualien.